# Letts
Letts és una població dels Estats Units a l'estat d'Iowa. Segons el cens del 2000 tenia 392 habitants.

## Demografia
Segons el cens del 2000, Letts tenia 392 habitants, 146 habitatges, i 113 famílies. La densitat de població era de 275,2 habitants/km².
Dels 146 habitatges en un 38,4% hi vivien nens de menys de 18 anys, en un 61% hi vivien parelles casades, en un 9,6% dones solteres, i en un 22,6% no eren unitats familiars. En el 17,8% dels habitatges hi vivien persones soles el 7,5% de les quals corresponia a persones de 65 anys o més que vivien soles. El nombre mitjà de persones vivint en cada habitatge era de 2,68 i el nombre mitjà de persones que vivien en cada família era de 3,04.
Per edats la població es repartia de la següent manera: un 28,6% tenia menys de 18 anys, un 8,7% entre 18 i 24, un 26% entre 25 i 44, un 23% de 45 a 60 i un 13,8% 65 anys o més.
L'edat mediana era de 37 anys. Per cada 100 dones de 18 o més anys hi havia 93,1 homes.
La renda mediana per habitatge era de 37.188 $ i la renda mediana per família de 40.750 $. Els homes tenien una renda mediana de 32.500 $ mentre que les dones 19.375 $. La renda per capita de la població era de 17.285 $. Entorn del 4,4% de les famílies i el 7,1% de la població estaven per davall del llindar de pobresa.

## Poblacions més properes
El següent diagrama mostra les poblacions més properes.